# Чорноморці (пластовий курінь)
10 курінь УПС «Чорноморці» імені Святого о. Миколая — курінь старших пластунів, організований 1926 року для плекання української військово-морської традиції Чорного моря за допомогою фізичного виховання й фахових умілостей, як підстав військової служби.

## Історія
Початки «Чорноморці» сягають другої половини 1926 року, коли у Львові діє Водний Пластовий Гурток Куреня УУСП ім. сотника Хведора Черника. Офіційно курінь заснований 29 квітня 1927 року у Львові. «Чорноморці» мали число 10, а курінним був Іван Сенів. У своїх спогадах пластун сеньйор Мирон Ганушевський писав:
|  | Між основниками того куреня був і Головний Командир УПА, генерал Тарас Чупринка, тоді старший пластун Роман Шухевич, який мав в курені "Чорноморців" число 2… |

Члени Куреня як вихідну точку своєї програми поставили плекання військово-морської української традиції Чорного моря. Водне пластування було лише похідним від тієї основної ідеї.
У 1927 році члени куреня відбули мандрівку човнами по Дністрі до Заліщик. Під час цієї плавби розглянено різні можливості організацій та діяльності морського пластування серед пластової молоді. Між 1927—1928 роками збудовано шість човнів на весла, закуплено моторовий човен та таборовий виряд. У 1928—1930 роках «Чорноморці» організували три водні табори для пластунів, а в 1930 році перший водний табір для пластунок.
Курінь організовував зеленосвяточні естафети із землею зі стрілецьких цвинтарів (Лисоня, Маківка) до Львова; на водних таборах влаштовував морський вишкіл, як нову ділянку пластування. Коли в осені 1930 року польська влада забороняє Пласт, тому курінь виконує важну роль в організації і діяльності нелегального Пласту. По розв'язанні Пласту «Чорноморці» створили базу таємного пластового центру, а під час війни активізувалися в Дивізії «Галичина» і при організації УПА (загинуло 19 членів).
У 1945—1950 роках ті члени куреня, які опинилися в Західній Європі, переважно в Німеччині, відновлюють діяльність як 10-й Курінь УПС «Чорноморці». Вони організують залоги морського пластування та перепроваджують ряд морських таборів та вишкільних курсів. Тоді під впливом сеніорів чорноморців, створюється 25-й Курінь УСП «Чорноморці». Вони як старші пластуни перебирають на себе відповідальність активного провадження ділянки морського пластування серед пластової молоді.
В екзилі, як курінь сеньйорів, що був організований у 1947 році, сповідує з аналогічними куренями старших пластунок («Чорноморські Хвилі») і старших пластунів, творячи для координації дії й продовження ідейних настанов «Морську Раду». Під проводом Чорноморців відбувся в 1964 році перший пластовий летунський табір.
Протягом повоєнних часів курінь активно розвивається на теренах Американського континенту. Утворюється 10 залог (структурних одиниць куреня «Чорноморці») в містах Детройт, Філадельфія, Нью-Йорк, Чикаго та ін. Відбуваються Морські табори, вишколи, курінні зустрічі та церемоніали. У липні 1991 року відбувається хрещення першого члена куреня «Чорноморці» у незалежній Україні Мирона Гуминецького.
Згодом у Львові створюється XI залога — «Білі води», що формально стає куренем «Чорноморці» в Україні, який відтоді веде активну діяльність на рівні станиці та краю.
На 1983 рік нараховувалось 151 член, 28 водних таборів, 23 вишкільні курси (в тому числі 6 морсько-літунських).

### Видатні члени
- Яро Гладкий;
- Дмитро Грицай;
- Р. Олесницький;
- Євген Полотнюк;
- Іван Равлик;
- Іван Сенів;
- Роман Шухевич;
- Володимир Гошко.

## Основна діяльність
Плекання та поширення в українському суспільстві традицій українського мореплавства, проведення водних і морських мандрівок, вишколів та таборів, виховництво та інструкторство.

### Основна діяльність в Україні
Головною діяльністю «Чорноморців» в Україні є організація і проведення крайових, окружних й станичних таборів, вишколів та акцій. Більшість членів куреня є професійними інструкторами з водних ділянок, практичного мореплавства та водного мандрівництва. Щовесни курінь проводить водний вишкіл практичного пластування «Черемош», де навчає пластунів техніки сплавів бурхливими гірськими річками (Чорний, Черемош, Свіча, Прут). Мандрівний морський табір зазвичай відбувається в липні та збирає кілька десятків учасників для двотижневої, близько 200 км мандрівки річкою Дністер. Підсумком річної діяльності є Крайовий морський табір, що неабияк популярний серед юнацтва. Сюди учасників манять вода (табір завжди відбувається на березі великих водойм або морському узбережжі), а також цікаві гутірки з вітрильництва, водолажання, каякарства, плавання, віндсерфінгу, навігації, лоції, будови корабля та інші. У тісній співпраці з куренем УСП «Чорноморські хвилі», «Чорноморці» також організовують «Свято моря», «Чорноморський бал», акції з вшанування пам'яті Романа Шухевича (що був одним із засновників куреня) морські точки на Святах весни, теренівки тощо. Члени куреня активно долучаються до проводу станиць та краю. Морські курені також славляться безліччю традицій та церемоніалів, що наповнюють морські табори особливою атмосферою.

## Особливості

### Патрон
- Миколай Чудотворець

### Клич
Привітання — «Агой!»: прощання — «Доброго вітру!»

### Хустка
- темно-синя обведена трьома білими стрічками

### Курінні барви
- Синя, біла, чорна (синя на горі, чорна на долині).

## Устрій
Виходить квартально листок зв'язку «Чорноморець». Великі Ради на яких вибирають курінний провід відбуваються щодругий рік на пластова оселях Новий Сокіл, Писаний Камінь, Вовча Тропа, а останній на Федашівці (Гадсон Валей Ресорт). Також проводяться щодругий рік Чорноморські Зустрічі, які часто є разом із другими чорноморськими куренями. Чорноморська зустріч у 2001 році відбулася в Україні біля Києва, а у 2009 році, як у минулих роках, на пластовій оселі Вовча Тропа.

### Осередки
Станом на 2011 рік курінь УСП «Чорноморці» налічує близько 30 осіб, серед яких пластуни станиць. Члени Куреня згуртовані у шістьох залогах у США і по одній залозі у Канаді, Австралії та Україні.
- Львів;
- Миколаїв (над Дністром);
- Новий Розділ;
- Івано-Франківськ;
- Рудки;
- Білгород-Дністровський.